# بنده سینگ بهادر
بنده سینگ بهادر  انگلیسی: Banda Singh Bahadur؛ به پنجابی: بنده سنگه بهادر با تلفظ: باندا سینک بهادر؛ ( ۲۷ اکتبر ۱۶۷۰ – ۹ ژوئن ۱۷۱۶ دهلی) که همچنین با نام‌های سادهٔ بنده بهادر، بنده سینگ، لاچمن دس و مادو دس  شناخته می‌شود، یک سلحشور جنگجو و فرماندهٔ نظامی سیک بود.

## زندگی
بنده سینگ بهادر در ۲۷ اکتبر ۱۶۷۰ در لاچمن دِو متولد شد. او در ۱۵ سالگی خانه را ترک گفت و با تزکیه نفس به زاهدی تبدیل شد که لقب «مادو دَس» را گرفت.
بنده سینگ بهادر در ناندید در کرانه رودخانه گوداواری خانقاهی برپا کرد و در آنجا در سپتامبر ۱۷۰۸ با گورو گوبیند سینگ دیدار کرد و به یکی از مریدان او تبدیل شد. او تحت هدایت و لطف گورو گوبیند سینگ، نیروی کافی و قدرت رهبری مبارزه علیه امپراتوری گورکانی هند را یافت.

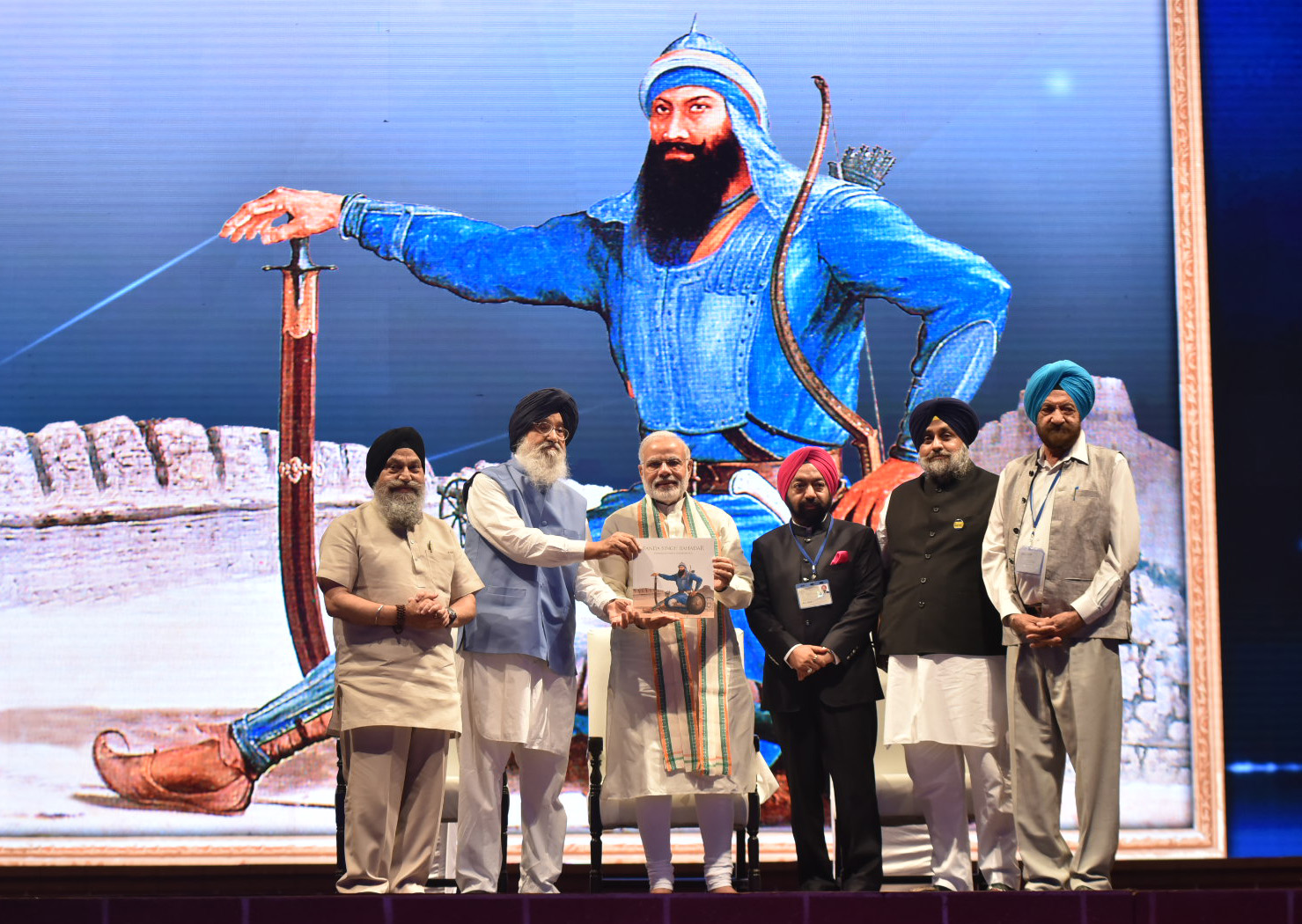
نارندرا مودی نخست وزیر هند و سر وزیر پنجاب در یادبود سیصدمین سالگرد مرگ بابا بنده سینگ بهادر.

اولین اقدام مهم بنده سینگ بهادر، تصرف استان گورکانی سمانای پنجاب در نوامبر سال ۱۷۰۹ بود. او جنگ‌های زیادی علیه گورکانیان مسلمان را رهبری کرد و وزیر خان را در سیرهند کشت. پس از استقرار در پنجاب و ایجاد حکومت خالصا، بنده سینگ بهادر به لغو سیستم موسوم به زمین‌داری و احقاق حقوق مالکیت زمین به کشاورزان پرداخت.

## اعدام

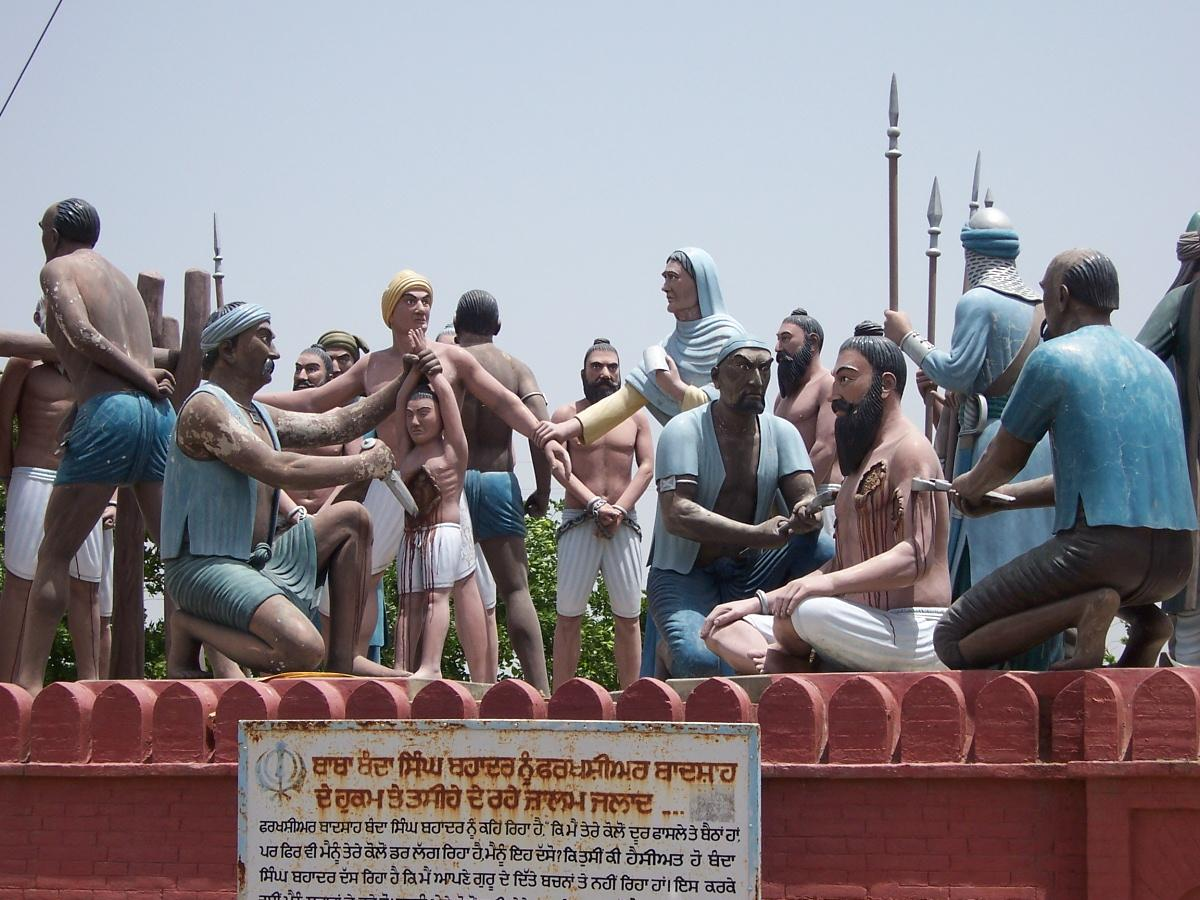
نمایش اعدام (شهادت) بنده سینگ بهادر در سال 2008

در ۷ دسامبر ۱۷۱۵ بنده سینگ بهادر دستگیر و در یک قفس آهنین قرار داده شد. بقیه سیک‌ها را نیز دستگیر و به زنجیر کشیدند. ۷۸۰ سیک دربند را همراه با ۲۰۰۰ سر که بر فراز نیزه‌ها کرده بودند و ۷۰۰ سر جدا شده از بدن را که در سبدهایی قرار داده شده بود به دهلی آوردند تا در دل مردم روستاها هراس افتد. آنها را به قلعه سرخ دهلی آورده و تحت فشار قرار دادند تا مسلمانان شوند.
به اسیران گفته شد در صورت امتناع از اسلام آوردن همه آن‌ها را خواهد کشت. هر روز ۱۰۰ سیک اسیر را به بیرون قلعه آورده و در ملأ عام به قتل می‌رساندند. این کار برای حدود هفت روز ادامه داشت. پس از ۳ ماه اسارت در ۹ ژوئن ۱۷۱۶، چشمان بنده سینگ را از حدقه بیرون آورده، بدنش را قطعه قطعه کردند و پوستش را کندند تا کشته شد.